# Burg Danków

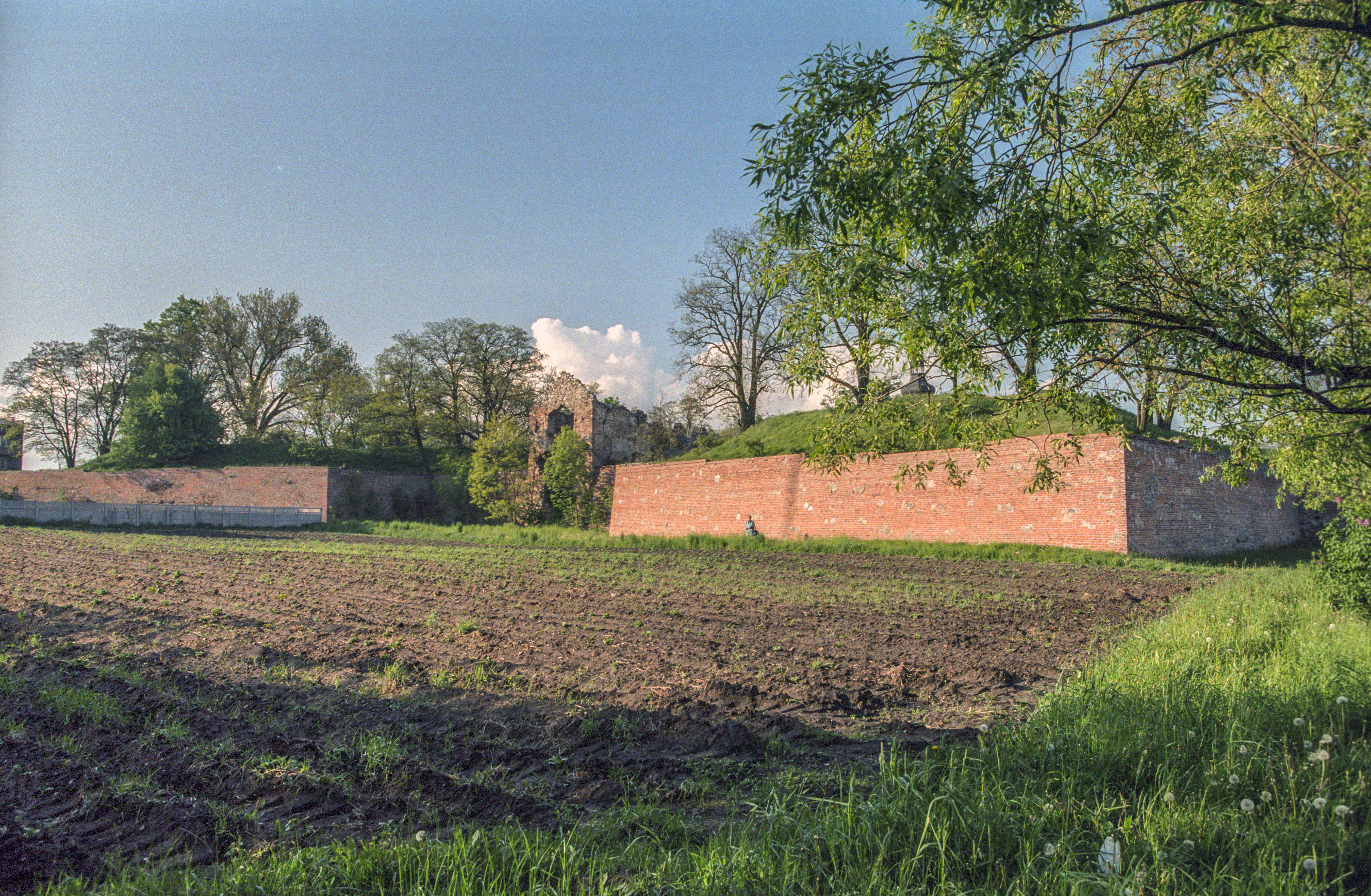
Torbereich

Die Burg Danków (polnisch: Zamek w Dankowie) ist eine Burgruine in Danków unweit von Kłobuck an den nördlichen Ausläufern des Gebirgszugs des Krakau-Tschenstochauer Juras. Die Burg gehört zu den Adlerhorst-Burgen, die im 14. Jahrhundert die Grenze zwischen dem Königreich Polen und dem Heiligen Römischen Reich sicherten. Sie liegt heute in der Woiwodschaft Schlesien, gehört jedoch historisch zu Kleinpolen.

## Geschichte
Wann die Burg genau entstand, ist nicht bekannt. Die Burg lag strategisch günstig zwischen den historischen Gebieten Kleinpolen, Großpolen und Schlesien am Grenzfluss Liswarta. Als Polen 1138 im Rahmen der Senioratsverfassung in mehrere Teilherzogtümer aufgeteilt wurde, lag der Ort zentral zwischen den drei wichtigsten Teilgebieten, so dass hier im 13. Jahrhundert mehrere Treffen der Teilherzöge stattfanden. 1217 kamen hier der Seniorherzog Leszek der Weiße von Krakau, Heinrich der Bärtige von Breslau und Ladislaus Dünnbein von Posen zusammen, um sich gegen Ladislaus Odon von Kalisch zu verbünden. Heinrich der Bärtige kam 1234 und 1236 erneut hierher, um sich mit Konrad von Masowien zu verbünden. Hier wurde die Heirat zwischen den Töchtern Heinrichs, Konstanze von Breslau und Gertrud von Breslau, mit den Söhnen Konrads, Boleslaus von Masowien und Kasimir von Kujawien, vereinbart. 1262 kam es hier erneut zu einem wichtigen Treffen zwischen Boleslaus dem Schamhaften von Krakau, Boleslaus dem Frommen von Großpolen, Heinrich dem Weißen von Breslau, Wladislaus von Oppeln, Erzbischof Janusz von Gnesen sowie zahlreichen Magnaten aus Groß- und Kleinpolen. Es wurden ein gemeinsames Vorgehen gegen Kasimir von Kujawien sowie die Politik gegenüber Böhmen und Ungarn besprochen, insbesondere die Unterstützung von Ottokar II. gegen die Habsburger. 1267 wurde von Erzbischof Janusz hier eine Synode einberufen, an der die Bischöfe Paweł aus Krakau, Thomas von Breslau und Wolimir aus Kujawien teilnahmen. Im 15. Jahrhunderten litt der Ort jedoch unter Kämpfen des schlesischen und großpolnischen Rittertums, insbesondere während der Auseinandersetzung zwischen Matthias Corvinus und Kasimir IV. Andreas. Im 16. Jahrhundert war der Dichter Krzysztof Kobylański Eigentümer der Burg. 1609 soll sich der polnisch-litauische König Sigismund III. Wasa während der Zebrzydowski-Rebellion hier aufgehalten haben. Bis 1632 wurde die mittelalterliche Burg zu einer Barockfestung ausgebaut. Diese hielt als eine der wenigen Anlagen den schwedischen Truppen während der Schwedischen Sintflut stand. Als der polnische König Johann II. Kasimir 1657 aus Schlesien mit habsburgischen Truppen wieder nach Polen-Litauen einmarschierte, machte er zusammen mit der Königin Luisa Maria Gonzaga, dem Befehlshaber Stefan Czarniecki und dem ganzen königlichen Hof sowie den Senatoren zunächst in der Festung halt, die in den ersten Monaten nach seiner Rückkehr zur königlichen Residenz wurde. 1767 wurde die Festung von einem Blitz getroffen und brannte vollständig aus. Sie ist nur noch als Ruine erhalten.